# Linda Aiken
Linda Harman Aiken (* 29. Juli 1943) ist eine amerikanische Pflegefachfrau (Registered Nurse) und Pflegewissenschaftlerin. Sie ist Direktorin des Center for Health Outcomes and Policy Research, Senior Fellow des Leonard Davis Institute for Health Economics sowie Claire M. Fagin Leadership Professor für Pflegewissenschaft sowie Professorin für Soziologie an der University of Pennsylvania School of Nursing in Philadelphia.

## Werdegang
Aiken wuchs in Gainesville, Florida auf. Gainesville ist eine Universitätsstadt und das Familienleben drehte sich dementsprechend um die Aktivitäten der University of Florida. Sowohl ihre Mutter als auch ihr Vater besuchten das William and Mary College. Sie wollte schon als Kind Pflegefachfrau werden. Ihr Vorbild und Mentorin war Dorothy Smith, die Dekanin der School of Nursing.
Aiken erhielt 1964 einen Bachelor of Science in Nursing (BSN) „cum laude“ an der University of Florida. 1966 schloss sie dort auch den Master of Science in Nursing (MN) ab. Anschließend arbeitete sie zunächst einige Jahre im Shands Teaching Hospital als Pflegefachfrau. Während ihres Studiums und ihrer klinischen Tätigkeit hatte Aiken viele einflussreiche Soziologen kennengelernt. Sie entschied sich, an die Universität zurückzukehren und erhielt 1973 einen PhD in Soziologie an der University of Texas in Austin. Danach ging sie an die University of Wisconsin in Madison und absolvierte 1974 ein Postdoc-Stipendiat in Medizinischer Soziologie.
Nach Abschluss ihres Postdoktorats 1974 arbeitete Aiken in verschiedenen Funktionen für die Robert Wood Johnson Foundation. 1988 trat sie in die Pflegefakultät der University of Pennsylvania ein, wo sie die leitende Clare-M.-Fagin-Professur für Pflege innehat. Sie ist zudem Professorin für Soziologie und Direktorin des Institut for Health Outcomes and Policy Research. Zusätzlich ist sie wissenschaftliche Mitarbeiterin und Teil des Handlungskomitees des Population Studies Center der University of Pennsylvania und Senior Fellow des Leonard Davis Institut for Health Economics. Seit 2011 ist sie Gastprofessorin an der Katholieke Universiteit Leuven in Belgien und seit 2016 Assistenzprofessorin an der School of Nursing der Queensland University of Technology in Brisbane.

## Forschung
Linda Aiken arbeitete den größten Teil ihrer Karriere in der Forschung. Ihr Forschungsschwerpunkt sind Ursachen und Auswirkungen des Pflegepersonalmangels in den USA und weltweit. Auch leitete sie große Studien über den Einfluss der professionellen Pflege auf die Gesundheitsergebnisse der Patienten (einschließlich ältere Patienten, Patienten aus Minderheiten, chronisch kranke Patienten, solche, die sich mehreren Operationen unterziehen müssen, sowie Patienten, die unter AIDS leiden).
Ihre Forschung befasst sich auch mit den Gründen für Unterschiede bei den Behandlungsergebnissen in verschiedenen Gesundheitseinrichtungen (z. B. Spitälern, Rehabilitationszentren) und dem Einfluss von Kultur und Organisation der Arbeitsumgebung in Gesundheitsorganisationen auf Patientenresultate, die Auswirkungen auf das Personal und die Kosten.
Aiken konnte in verschiedenen großen Studien zeigen, dass die Arbeitsbelastung von Pflegefachpersonen in direktem Zusammenhang mit dem Sterberisiko der Patienten steht. Steigt die Zahl der Patienten, für die eine Pflegefachperson zuständig ist, steigt auch das Risiko für die Patienten an, innerhalb von 30 Tagen nach Spitaleintritt zu sterben. Gemäß der von ihr co-geleiteten großangelegten RN4Cast-Studie, die diese Zusammenhänge in 12 europäischen Ländern untersuchte, beträgt dieser Anstieg 7 Prozent. Demgegenüber sinkt das Sterberisiko für Patienten, je besser ausgebildet das Pflegefachpersonal ist: Steigt die Zahl der Pflegefachpersonen mit einem Bachelorabschluss in Pflege um 10 Prozent, sinkt das Sterberisiko um 7 Prozent. In anderen Ländern wurden diese Resultate in Folgestudien zu RN4Cast bestätigt, so in Portugal, Italien und Zypern.
Weitere Forschungsgebiete von Aiken sind der Zusammenhang zwischen Patientenzufriedenheit und Pflegepersonalbesetzung, Arbeitsumgebungsqualität von Pflegefachpersonen und Unzufriedenheit mit der Arbeitsstelle, Arbeitsumgebungsqualität und Burnout.

## Ehrungen
Ehrendoktortitel:
- Doctor of Science, Honoris Causa, Kings College London (2015)
- Doctor of Science Honoris Causa, University of Maryland (2011)
- Honorary Doctor of Science, University of Florida, Gainesville (2006)
- Honorary Doctor of Humane Letters, State University of New York (2006)
- Doctor of Science Honoris Causa, Emory University (2000)
- Doctor of Science, Honoris Causa, Georgetown University (1999)
- Doctor of Science, Honoris Causa University of Wisconsin, Madison (1993)

Linda Aiken wurde zudem zum Ehrenmitglied von mehreren Akademien ernannt und erhielt verschiedene Forschungspreise und Auszeichnungen.
Seit 1998 ist sie Mitglied der American Academy of Arts and Sciences. 2006 erhielt sie den William B. Graham Prize for Health Services Research, 2014 den Gustav O. Lienhard Award for Advancement of Health Care. 2017 wurde ihr anlässlich der Konferenz des International Council of Nurses ICN in Barcelona der Christiane-Reimann-Preis verliehen.

## Veröffentlichungen (Auswahl)
- LH Aiken, DM Sloane, L Bruyneel, Van den K Heede, P Griffiths, R Busse, M Diomidous, J Kinnunen, M Kózka, E Lesaffre, McHugh MD, Moreno-Casbas MT, AM Rafferty, R Schwendimann, PA Scott, C Tishelman, T van Achterberg, Sermeus W; RN4CAST consortium: Nurse staffing and education and hospital mortality in nine European countries: a retrospective observational study. In: The Lancet, 2014, Volume 383, Issue 9931, 1824–1830, doi:10.1016/S0140-6736(13)62631
- M. McHugh, L. Kelly, D. Sloane, L. Aiken: Contradicting Fears, California’s Nurse-To-Patient Mandate Did Not Reduce the Skill Level of the Nursing Workforce in Hospitals. In: Health Affairs, Jul 2011, 30(7): 1299-1306.[8]
- L.H. Aiken: Nurses for the Future. In: NEJM, Jan 20 2011, 364(3), S. 196–198.[9]
- M. Naylor, L. Aiken, E. Kurtzman, D. Olds, K. Hirschman: The Care Span: The Importance of Transitional Care in Achieving Health Reform. In: Health Affairs, Apr 2011, 30(4), S. 746–754.
- D.C. Vahey, L.H. Aiken, D.M. Sloane, S.P. Clarke, D. Vargas: Nurse Burnout and Patient Satisfaction. In: Medical Care, 2004, 42(2): Suppl, II57-66.
- A.E. Rogers, W.T. Hwang, L.D. Scott, L.H. Aiken, D.F. Dinges: The Working Hours of Hospital Staff Nurses and Patient Safety. In: Health Affairs, 2004, 23(4), S. 202–212.
- L.H. Aiken: Achieving an Interdisciplinary Workforce in Health Care. In: NEJM, 2003, 348(2), S. 164–166.
- L. Aiken, S. Clarke, R. Cheung, D. Sloane, J. Silber: Educational Levels of Hospital Nurses and Surgical Patient Mortality. In: JAMA, 2003, 290(12), S. 1617–1623.
- S.P. Clarke, L.H. Aiken: Failure to Rescue. In: American J of Nursing, 2003, 103(1), S. 42–47.
- L. Aiken, S. Clarke, D. Sloane, J. Sochalski, J. Silber: Hospital Nurse Staffing and Patient Mortality. Nurse Burnout and Job Dissatisfaction. In: JAMA, 2002, 288(16), S. 1987–1993.
- R.A. Cooper, L.H. Aiken: Human Inputs: The Health Care Workforce and Medical Markets. In: JHPPL, 2001, 26(5), S. 925–938.
- L. Aiken, S. Clarke, D. Sloane, J. Sochalski, R. Busse, H. Clarke, P. Giovannetti, J. Hunt, A. Rafferty, J. Shamian: Nurses’ Reports on Hospital Care in Five Countries. In: Health Affairs, 2001, 20(3), S. 43–53.